# Росальдо, Алессандра
Алесса́ндра Роса́льдо (исп. Alessandra Rosaldo), урождённая — Алехандра Са́нчес Барре́ро (исп. Alejandra Sanchez Barrero; 11 сентября 1971, Мехико, Мексика) — мексиканская актриса, певица, танцовщица и телеведущая.

## Биография
Родилась 11 сентября 1971 года в Мехико.

## Музыкальная карьера
С 1984 по 1990 год — выступала в хоре и снималась в рекламе, с 1989 по 1992 год организовала турне по странам Латинской Америки, вместе с Лусеро и рэп-группой Кало. В 1990 году в возрасте 19-ти лет в аэропорту встретила композитора Чачо Гайтана, который стал её близким другом и коллегой, чуть позже Чачо, она сама и Мигель Бласко создали музыкальную группу — Sentidos Opuestos. Будучи певицей, продала более 4 млн своих музыкальных записей по миру.

## Теле- и кинокарьера
Как актриса, она играла главные и второстепенные роли в мексиканских мыльных операх.
В 2006 году она получила премию «Televisa Network», позже снималась в «Танцах мечты».

## Личная жизнь
Алессандра Росальдо была замужем дважды:
- Первым гражданским супругом актрисы был партнёр по телесериалу Страсти по Саломее Эрнесто Д'Алессио, спустя полгода после помолвки, в 2005 году, пара рассталась.
- 7 июля 2012 года официально вышла замуж за актёра Эухенио Дербеса, с которым она встречалась 6 лет до их свадьбы. Алессандра подарила своему супругу дочь — Айтану Дербес (род.04.08.2014).

### Актёрская карьера
Снялась в 16 работах в кино, среди которых присутствуют и телесериалы.
- 2001-02 — Телесериал Страсти по Саломее — Карла.
- 2013 — фильм Инструкции не предлагаются — Рене.
- 2015 — фильм Жизнь робота — Васкес.
- до 2009 — телепередача Улица Сезам — Але.
- 2005 — участница шоу Танец мечты (победа).

## Награды и премии
Алессандра Росальдо была 6 раз номинирована на премии: Bravo, Diosa de Plata, Lo Nuestro и TVyNovelas, из которых 4 раза она победила (кроме премии Diosa de Plata).